# 書院站 (韓國)
書院站（：／ Seowon yeok */?）是首爾輕電鐵新林線沿線的一座輕軌車站，位於韓國首爾特別市冠岳區新林洞。

## 車站結構
站體為2面2線側式月台的地下車站，候車月台設有月台幕門，並有2處出口。

### 月台配置
| 新林 ↑           |
| \| 上            |
| ↓ 首爾大學創投城 |

| 月台 | 路線              | 目的地                 |
| ---- | ----------------- | ---------------------- |
| 上行 | ●首爾輕電鐵新林線 | 波拉美、大方、賽江方向 |
| 下行 | ●首爾輕電鐵新林線 | 新林、冠岳山方向       |

## 歷史
- 2022年5月28日：開通啟用。

## 車站周邊
- 新冠中學
- 文化橋
- 道林川（朝鲜语：도림천）
- 書院洞教堂

## 圖片

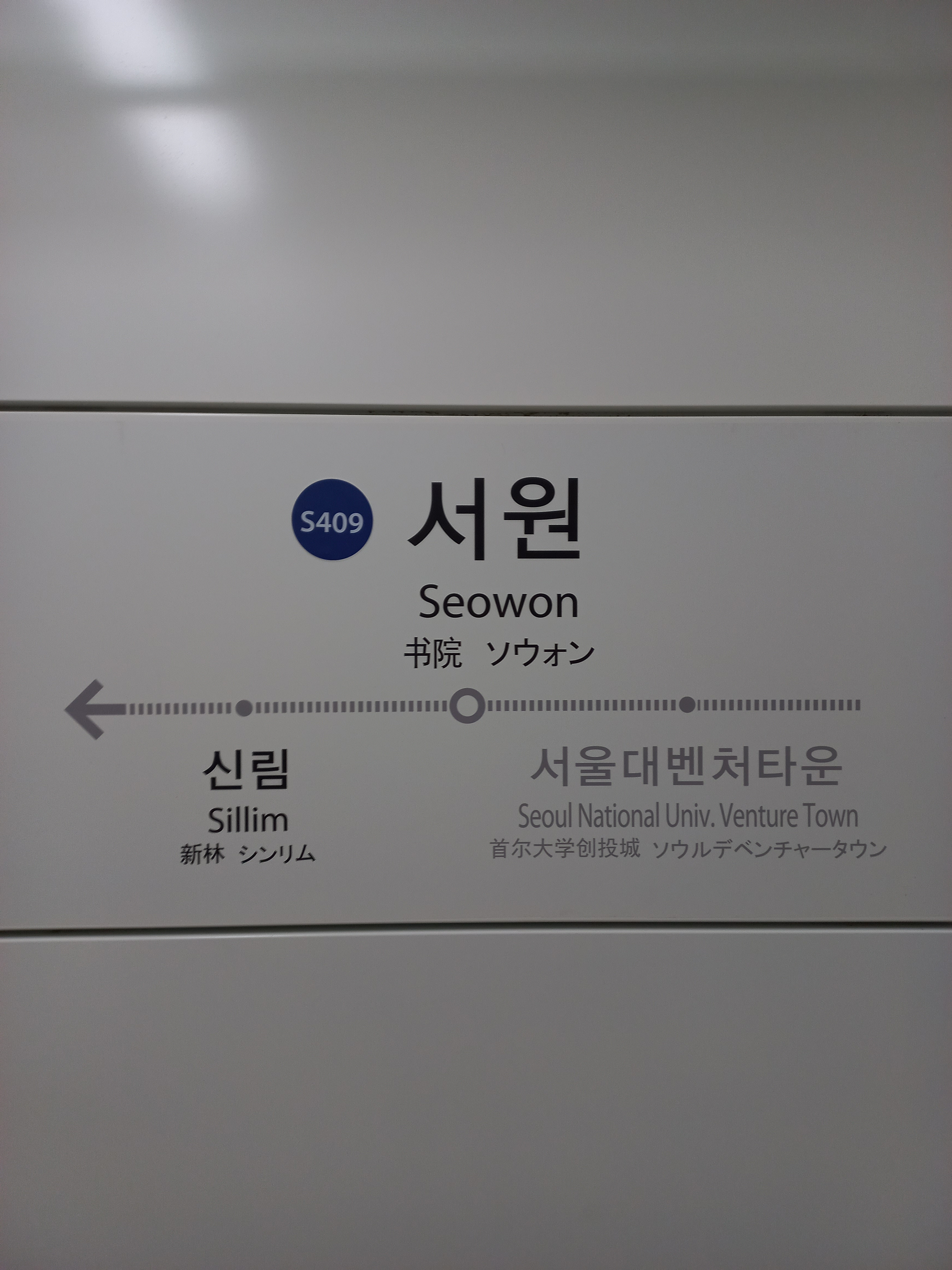
站名牌
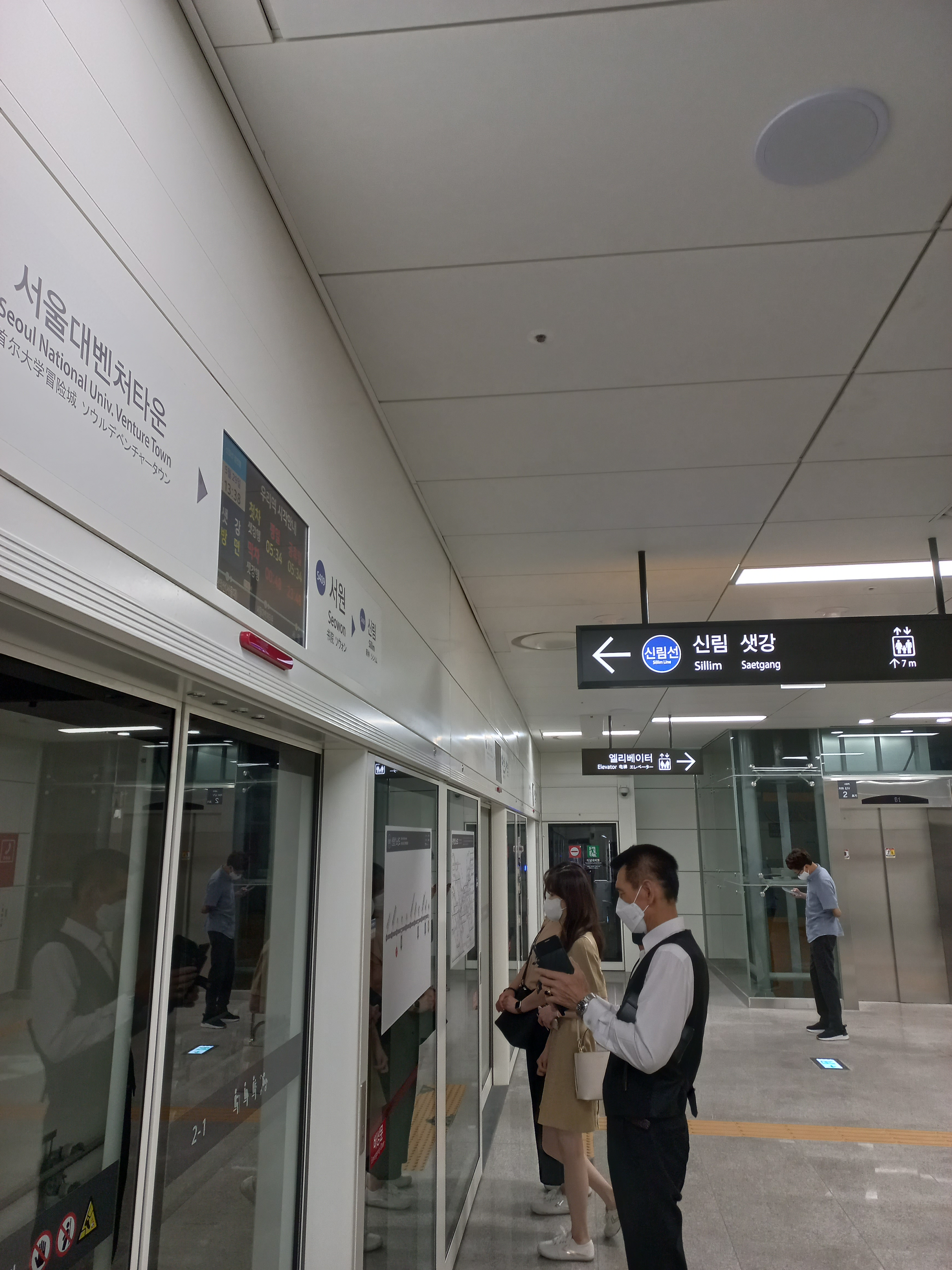
候車月台
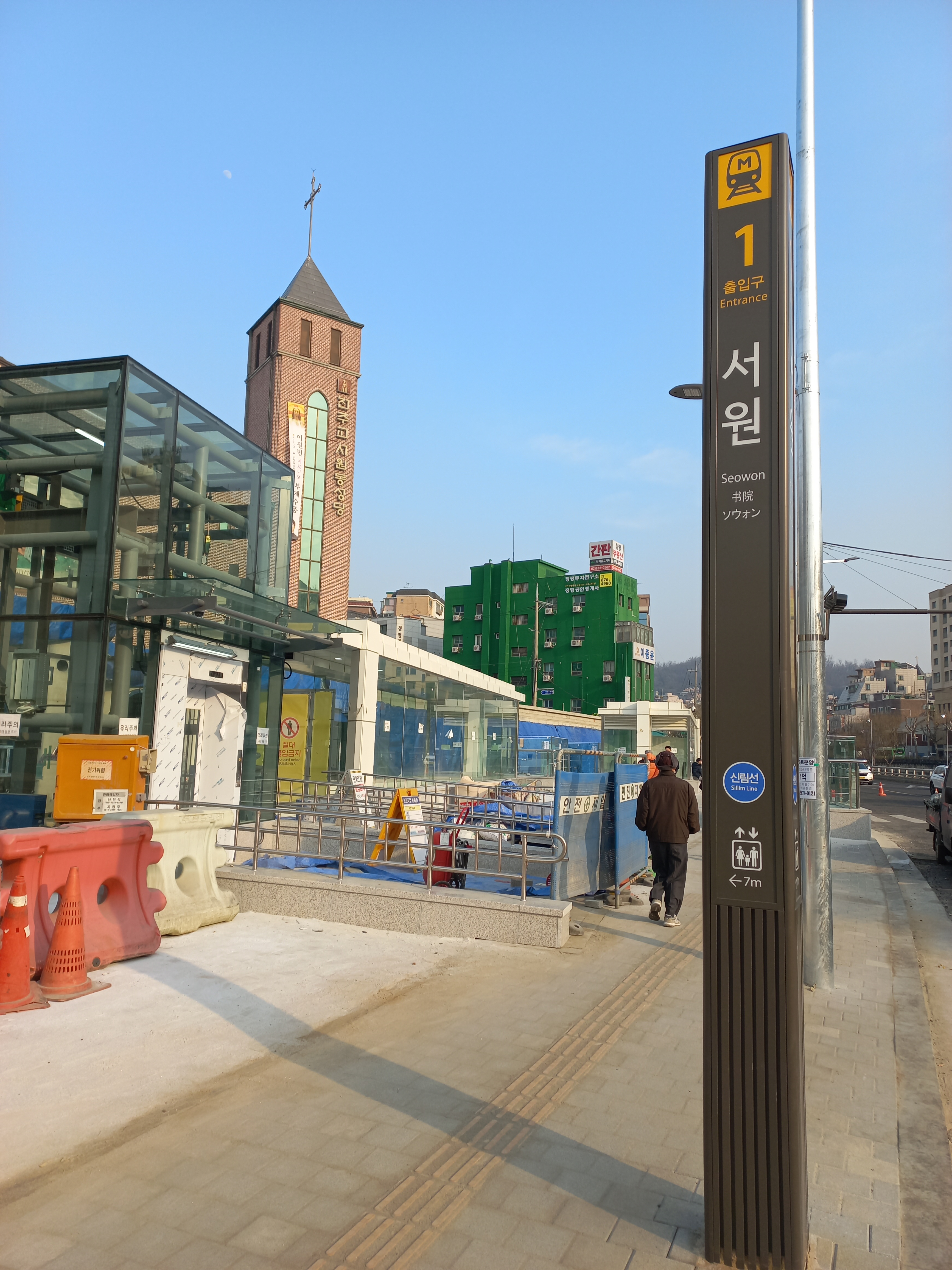
1號出口電梯

## 相鄰車站
南首爾輕電鐵
●首爾輕電鐵新林線
新林（S408） －書院（S409）－首爾大學創投城（S410）